# Santa Claus Lane
Santa Claus Lane — дебютний та перший різдвяний альбом американської поп-співачки та акторки Гіларі Дафф. Реліз відбувся 15 жовтня 2002 через лейбл Buena Vista. Деякі пісні виконані у дуеті з Крістиною Міліан, Ліл Ромео і Гейлі Дафф. Музичне відео до пісні «Tell Me a Story» транслювали по каналу Disney Family. Через рік після офіційного випуску, 14 жовтня 2003 Дафф випустила розширене перевидання платівки із новою піснею «What Christmas Should Be». Ця композиція стала саундтреком до фільму Гуртом дешевше (2003).
Платівка досягла 2-го місця чарту Billboard Top Heatseekers та Top Kid Audio, і 154-го місця чарту Billboard 200. Альбом отримав золоту сертифікацію від американської компанії RIAA, продаючи по США 500,000 копій. В 2004 платівка досягла 134-го місця японського чарту Oricon Albums Chart. Альбом «Santa Claus Lane» отримав змішані рецензії від музичних критиків, котрі не сприймали альбом виключно різдвяним на відмінно від комерційного просування лейблом. Однойменна пісня з альбому «Santa Claus Lane» стала саундтреком фільму Санта Клаус 2 (2002).

## Список композицій
| #     | Назва                                                           | Автор                                                  | Тривалість |
| ----- | --------------------------------------------------------------- | ------------------------------------------------------ | ---------- |
| 1.    | «What Christmas Should Be»                                      | Charlie Midnight, Matthew Gerrard                      | 3:13       |
| 2.    | «Santa Claus Lane»                                              | Gerrard, Midnight, Bridget Benenate, Jay Landers       | 2:43       |
| 3.    | «Santa Claus Is Coming to Town»                                 | John Frederick Coots, Haven Gillespie                  | 3:36       |
| 4.    | «I Heard Santa on the Radio» (разом з Christina Milian)         | Midnight, Hamm                                         | 4:02       |
| 5.    | «Jingle Bell Rock»                                              | Joe Beal, Jim Boothe                                   | 2:48       |
| 6.    | «When the Snow Comes Down in Tinseltown»                        | Midnight                                               | 3:18       |
| 7.    | «Sleigh Ride»                                                   | Leroy Anderson, Mitchell Parish                        | 3:04       |
| 8.    | «Tell Me a Story (About the Night Before)» (разом з Lil' Romeo) | Midnight, Chico Bennett, Landers, Master P, Lil' Romeo | 3:41       |
| 9.    | «Last Christmas»                                                | George Michael                                         | 4:12       |
| 10.   | «Same Old Christmas» (разом з Гейлі Дафф)                       | Midnight, Marc Swersky                                 | 3:17       |
| 11.   | «Wonderful Christmastime»                                       | Hamm, Bertoni                                          | 2:54       |
| 33:29 |                                                                 |                                                        |            |

| Перевидання 2003 | Перевидання 2003                                             | Перевидання 2003                             | Перевидання 2003         | Перевидання 2003 |
| #                | Назва                                                        | Автор                                        | Продюсер(и)              | Тривалість       |
| ---------------- | ------------------------------------------------------------ | -------------------------------------------- | ------------------------ | ---------------- |
| 1.               | «What Christmas Should Be»                                   | Midnight Gerrard                             | Charlton Pettus          | 3:12             |
| 2.               | «Santa Claus Lane»                                           | Gerrard Midnight Benenate Landers            | Gerrard                  | 2:42             |
| 3.               | «Santa Claus Is Coming to Town»                              | Coots Gillespie                              | Hamm Bertoni             | 3:36             |
| 4.               | «I Heard Santa on the Radio» (with Christina Milian)         | Midnight Hamm                                | Hamm Bertoni             | 4:02             |
| 5.               | «Jingle Bell Rock»                                           | Beal Boothe                                  | Hamm Bertoni             | 2:47             |
| 6.               | «When the Snow Comes Down in Tinseltown»                     | Midnight                                     | Midnight Weston, Jr. [a] | 3:18             |
| 7.               | «Sleigh Ride»                                                | Anderson Parish                              | Hamm Bertoni             | 3:04             |
| 8.               | «Tell Me a Story (About the Night Before)» (with Lil' Romeo) | Midnight Bennett Landers Master P Lil' Romeo | Bennett Midnight         | 3:40             |
| 9.               | «Last Christmas»                                             | Michael                                      | Hamm Bertoni             | 4:11             |
| 10.              | «Same Old Christmas» (featuring Haylie Duff)                 | Midnight Swersky                             | Midnight Bennett [a]     | 3:17             |
| 11.              | «Wonderful Christmastime»                                    | McCartney                                    | Hamm Bertoni             | 2:53             |
| 36:42            |                                                              |                                              |                          |                  |

## Чарти
| Чарт (2002-04)                    | Місце |
| --------------------------------- | ----- |
| Japanese Albums Chart             | 134   |
| U.S. Billboard 200                | 154   |
| U.S. Billboard Top Catalog Albums | 1     |
| U.S. Billboard Top Holiday Albums | 5     |
| U.S. Billboard Top Heatseekers    | 2     |
| U.S. Billboard Top Kid Audio      | 2     |

## Продажі
| Країна     | Сертифікація (таблиця продажів та сертифікатів) | Продажі  |
| ---------- | ----------------------------------------------- | -------- |
| США (RIAA) | Золото                                          | +500,000 |

## Історія релізів
| Країна | Дата              | Формат | Лейбл       | Виноски |
| ------ | ----------------- | ------ | ----------- | ------- |
| США    | 15 жовтня 2002    | CD     | Buena Vista | [ 6 ]   |
| Канада | 29 жовтня 2002    | CD     | Universal   | [ 7 ]   |
| США    | 24 жовтня 2003    | CD     | Buena Vista | [ 8 ]   |
| Японія | 17 листопада 2004 | CD     | Avex Trax   | [ 9 ]   |